# رونالد ستريتون
رونالد ستريتون (بالإنجليزية: Ronald Stretton)‏ مواليد 13 فبراير 1930 في سري، إنجلترا، المملكة المتحدة - الوفاة 12 نوفمبر 2012 في تورونتو، كان دراج إنجليزي. سبق أن شارك في دورة الألعاب الأولمبية الصيفية وفاز بميدالية أولمبية.

## الميداليات
| الميدالية | المسابقة                       |
| --------- | ------------------------------ |
| برونزية   | الألعاب الأولمبية الصيفية 1952 |

## روابط خارجية
- رونالد ستريتون على موقع أرشيف الدراجات (الإنجليزية)
- رونالد ستريتون على موقع اللجنة الأولمبية الدولية (الإنجليزية)
- رونالد ستريتون على موقع أوليمبيديا (الإنجليزية)
- رونالد ستريتون على موقع اللجنة الأولمبية البريطانية (الإنجليزية)